# Synidotea angulata
Synidotea angulata är en kräftdjursart som beskrevs av Benedict 1897. Synidotea angulata ingår i släktet Synidotea och familjen tånglöss. Inga underarter finns listade i Catalogue of Life.